# Проскурин, Алексей Дмитриевич
Алексей Дмитриевич Проскурин (2 октября 1902, с. Земетчино, Тамбовская губерния — 24 апреля 1990, г. Горький) — советский партийный деятель, председатель горисполкома города Горький в 1950—1967 гг. Почётный гражданин города Горький.

## Биография

### Ранние годы
Родился в 1902 году в селе Земетчино (ныне — Бондарского района Тамбовской области). С 1918 по 1920 годы работал секретарем сельского ревкома в селе Пески Тамбовской области. В это же время становится курсантом части особого назначения.
С 1921 года работает слесарем в депо станции Кирсаново Рязанско-Уральской железной дороги. В 1925 году совершает переезд в город Нижний Новгород (позднее переименованный в Горький), где устраивается рабочим на завод «Красное Сормово». Со временем становится начальником планово-распределительного бюро дизельного цеха.

### Начало партийной деятельности
В 1931 году вступает в КПСС и начинает свою стремительную партийную карьеру. С 1931 по 1941 годы работает на Горьковском машиностроительном заводе, дойдя по карьерной лестнице до должности секретаря парткома, и в 1941 году окончательно переходит на партийную работу.
В 1941—1942 годах являлся секретарём Горьковского горкома ВКП(б) по оборонной промышленности. В 1943—1944 годах — первым секретарём Сормовского райкома ВКП(б). С 1944 по 1946 года занимал должность парторга ЦК ВКП(б) Горьковского автозавода. В 1946—1951 годах — секретарь Горьковского обкома коммунистической партии, второй секретарь Горьковского горкома ВКП(б).

### Работа во главе города Горького
Успешная работа на должности второго секретаря Горисполкома предопределила успех Проскурина на выборах на пост председателя Горисполкома в 1951 году.
2 ноября 1952 года при содействии Проскурина в городе был установлен памятник М. Горькому, а площадь, на которой это произошло, была переименована из площади 1 мая в площадь Горького.
В 1956 году администрация города произвела укрупнение районов города, введя вместо одиннадцати административно-территориальных единиц шесть: Автозаводский, Канавинский, Ленинский, Приокский (позднее разделён на Советский и Приокский), Сормовский и Советский (позднее переименован в Нижегородский) районы. Это деление практически неизменным дошло до начала XXI века.
С середины 50-х годов происходила массовая газификация жилых квартир в городе. Эта работа была успешно завершена в начале 60-х годов.
Проблема нехватки жилищного фонда (в 1956 году он на 60 % состоял из деревянных застроек) при Проскурине в основном решалась методом народной стройки. Новые посёлки из двухэтажных домов были воздвигнуты на окраинах города: в Автозаводском, Сормовском и Приокском районах.
Помимо этого за время руководства Проскуриным городом были выполнены следующие значительные работы:
- организована отправка горьковчан на целину;
- начата работа Горьковского (Нижегородского) телецентра 10 мая 1953 года);
- открыт Автозаводский дворец культуры;
- построен и запущен Молитовский мост через Оку;
- создан генеральный план реконструкции города.

### Отставка и последние годы жизни
В 1967 году Проскурин уходит в отставку с поста главы Горисполкома. После этого до самой пенсии работал старшим инструктором Горьковского облисполкома.
17 июня 1976 года Проскурину было присуждено звание почётного гражданина города Горький.
В 1978 году вышел на пенсию, являлся персональным пенсионером союзного значения. Скончался в 1990 году, похоронен на Бугровском кладбище.